# Élections régionales de 1984 en Bade-Wurtemberg
Les élections régionales de 1984 dans le Bade-Wurtemberg (en allemand : Landtagswahl in Baden-Württemberg 1984) se tiennent le 25 mars 1984, afin d'élire les 120 députés de la 9e législature du Landtag pour un mandat de quatre ans. Du fait de la loi électorale, 126 députés sont finalement élus.
Le scrutin est marqué par une nouvelle victoire de la CDU, qui confirme sa majorité absolue acquise en 1972. Le ministre-président Lothar Späth est alors investi pour un troisième mandat.

## Contexte
Aux élections législatives régionales du 16 mars 1980, la CDU du nouveau ministre-président Lothar Späth confirme la majorité absolue dont elle dispose alors depuis huit ans. Captant 53,4 % des suffrages exprimés, elle fait élire 68 députés sur 124 au Landtag.
Le SPD de l'ancien ministre fédéral Erhard Eppler se maintient comme deuxième force politique du Bade-Wurtemberg et première force de l'opposition, après avoir rassemblé 32,6 % des voix et 40 élus. Il est suivi par le FDP, qui remporte 8,3 % des suffrages et dix sièges. Enfin, le scrutin voit les Grünen accéder à la représentation parlementaire dès leur première participation à une élection régionale dans le Land. Ils engrangent 5,4 % des exprimés et reçoivent les six derniers sièges à pourvoir.
Späth est ensuite investi pour un deuxième mandat et forme un cabinet monocolore, dans lequel le ministre de l'Agriculture et de l'Environnement Gerhard Weiser est vice-ministre-président.
Après deux échecs consécutifs, Eppler renonce à ses fonctions dirigeantes au sein du Parti social-démocrate. À l'ouverture de la législature, il cède la présidence du groupe parlementaire à Ulrich Lang, qui le remplace en 1981 comme président régional du parti.

## Mode de scrutin
Le Landtag est constitué de 120 députés (en allemand : Mitglied des Landtags, MdL), élus pour une législature de quatre ans au suffrage universel direct et suivant le scrutin proportionnel de Sainte-Laguë.
Chaque électeur dispose d'une voix, qui compte double. Elle est d'abord attribuée au parti politique dont le candidat est le représentant, puis elle permet de déterminer le score du candidat dans sa circonscription, le Land comptant un total de 70 circonscriptions.
Lors du dépouillement, l'intégralité des 120 sièges est répartie en fonction de la première attribution, à condition qu'un parti ait remporté 5 % de ces voix au niveau du Land (les voix des candidats indépendants sont donc exclues de ce décompte). Cette répartition est ensuite répétée au niveau des quatre districts. Si un parti a remporté des mandats avec la deuxième attribution, ses sièges sont d'abord pourvus par ceux-ci. Les sièges restants sont ensuite comblés par les candidats des circonscriptions non-élus, dans l'ordre décroissant de leur résultat en pourcentage.
Dans le cas où un parti obtient plus de mandats au scrutin uninominal que la proportionnelle ne lui en attribue, la taille du Landtag est augmentée jusqu'à rétablir la proportionnalité.

## Campagne

### Principales forces
| Parti | Parti                                                                              | Chef de file                      | Résultats de 1980          |
| ----- | ---------------------------------------------------------------------------------- | --------------------------------- | -------------------------- |
|       | Union chrétienne-démocrate d'Allemagne Christlich Demokratische Union Deutschlands | Lothar Späth (Ministre-président) | 53,4 % des voix 68 députés |
|       | Parti social-démocrate d'Allemagne Sozialdemokratische Partei Deutschlands         | Ulrich Lang                       | 32,6 % des voix 40 députés |
|       | Parti libéral-démocrate Freie Demokratische Partei                                 | Jürgen Morlok                     | 8,3 % des voix 10 députés  |
|       | Les Verts Die Grünen                                                               | Fritz Kuhn                        | 5,4 % des voix 6 députés   |

## Résultats

### Voix et sièges
| Parti                             | Parti                                        | Voix      | Voix  | Sièges | Sièges        | Sièges | Sièges | Sièges        |
| Parti                             | Parti                                        | Votes     | %     | MU1    | +/-           | Liste  | Total  | +/-           |
| --------------------------------- | -------------------------------------------- | --------- | ----- | ------ | ------------- | ------ | ------ | ------------- |
|                                   | Union chrétienne-démocrate d'Allemagne (CDU) | 2 412 085 | 51,87 | 67     | en stagnation | 1      | 68     | en stagnation |
|                                   | Parti social-démocrate d'Allemagne (SPD)     | 1 507 088 | 32,41 | 3      | en stagnation | 38     | 41     | 1             |
|                                   | Les Verts (Grünen)                           | 372 374   | 8,01  | 0      | en stagnation | 9      | 9      | 3             |
|                                   | Parti libéral-démocrate (FDP)                | 333 386   | 7,17  | 0      | en stagnation | 8      | 8      | 2             |
|                                   | Parti communiste allemand (DKP)              | 13 620    | 0,29  | 0      | en stagnation | 0      | 0      | en stagnation |
|                                   | Autres                                       | 11 633    | 0,25  | 0      | en stagnation | 0      | 0      | en stagnation |
|                                   |                                              |           |       |        |               |        |        |               |
| Votes valides                     | Votes valides                                | 4 650 186 | 98,81 |        |               |        |        |               |
| Votes blancs et nuls              | Votes blancs et nuls                         | 56 055    | 1,19  |        |               |        |        |               |
| Total                             | Total                                        | 4 706 241 | 100   | 70     | en stagnation | 56     | 126    | 2             |
| Abstentions                       | Abstentions                                  | 1 902 963 | 28,79 |        |               |        |        |               |
| Nombre d'inscrits / participation | Nombre d'inscrits / participation            | 6 609 204 | 71,21 |        |               |        |        |               |